# Мрець (фільм, 2007)
Мрець (англ. The Dead One) — американський фільм 2007 року.

## Сюжет
Історія 21-річного Дієго, який став жертвою ритуального вбивства і перетворився після воскресіння в Ацтекського Зомбі. Тепер він повинен робити людські жертвоприношення для злісних ацтеків богів, які контролюють його душу. Проте Дієго направить всі свої нелюдські здібності на боротьбу зі злом.

## У ролях
- Вілмер Вальдеррама — Дієго / Мрець
- Енджи Сепеда — Марія
- Джоель Мур — Зак
- Майкл Паркс — шериф Езра Стоун
- Тоні Плана — Апарісіо
- Е.Дж. Каллахан — Монсеньйор
- Тоні Амендола — Падре Сомерен
- Альфонсо Арау — Тецкатліпока (голос)
- Біллі Драго — старий індіанець
- Марія Кончіта Алонсо — черниця
- Дар'єн Дікеос — молодий Дієго
- Альдо Гонзалез — Камея
- Д. Тейлор Лоб — Селія
- Вінс Лозано — Койот
- Майкл Макул — Ремі
- Мішель Марш — співробітник
- Брендон Молале — солдат
- Нейтан Масселл — Mictlantecuhtli
- Араселі Наджар — Latina
- Еміліо Рівера — Койот
- Хосе Саро Соліс — заступник 2
- Пітер Марк Васкес
- Стів Вілкокс — заступник